# Jaime Laredo
Jaime Laredo, né le 7 juin 1941 à Cochabamba en Bolivie, est un violoniste et chef d'orchestre américain.

## Biographie
Il a commencé la musique à l'âge de cinq ans en Bolivie, avant de venir étudier en Amérique du nord auprès d'Antonio de Grassi et Frank Houser. Il part en 1953 aux États-Unis pour compléter sa formation avec Josef Gingold mais aussi Ivan Galamian à la Juilliard School. Ses débuts au Carnegie Hall en 1960 lui permirent d'entamer sa carrière internationale. Il a travaillé avec les orchestres européens et américains les plus prestigieux ainsi que des musiciens d'exception tels que Glenn Gould, Emanuel Ax, Yo-Yo Ma ou encore Isaac Stern.
Jaime Laredo joue également de l'alto. Il est actuellement chef de l'Orchestre symphonique du Vermont.

## Discographie sélective
- 1975-76: Glenn Gould et Jaime Laredo dans les Sonates pour violon et piano de Jean-Sébastien Bach, BWV 1014-1019.
- 1992 : Emanuel Ax, Jaime Laredo, Yo-Yo Ma & Isaac Stern dans les Quatuors avec piano de Johannes Brahms, op. 25 et 26.